# Casone di Valle Zappa

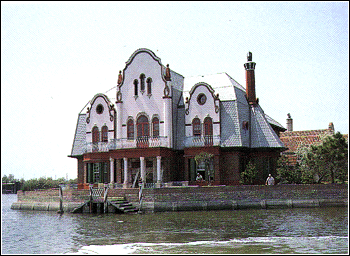
Villa in de Valle Zappa, Italië

Het Casone di Valle Zappa is een villa in het natuurgebied Valle Zappa of Zappavallei, dat een deel is van de Lagune van Venetië in Italië. De villa staat op het gelijknamige eilandje, in het Italiaans genoemd Isoletta di Valle Zappa.

## Eilandje
Administratief behoort het eilandje tot de gemeente Campagna Lupia in de provincie Venetië en regio Veneto. Het eilandje bevindt zich tien kilometer van het vasteland en twintig kilometer van de stad Venetië. Het natuurgebied Valle Zappa is bekend voor zijn talrijke vogelsoorten die er leven.

## Gebouwen
- Het Casone werd gebouwd in de jaren 1925-1927 door Mario Malvezzi uit Vicenza. Hij had de opdracht gegeven aan Duilio Torres, een architect uit Venetië, om een Hollands stapelhuis na te bouwen.[2] Tevens moest de architect er Scandinavische bouwstijlen in vermengen.

- Naast het Casone staan er twee gebouwen die nog dateren uit de 19e eeuw. Het gaat om een uitkijktoren en een jachthuisje. Hier kwamen edellieden destijds vogels afschieten als vrijetijdsbesteding; daarnaast gingen ze er ook vissen. Het gebouw is tot een waterreservoir omgebouwd.[3]